# Monoseptella
Monoseptella is een monotypisch geslacht van schimmels behorend tot de familie Melanommataceae. Het bevat alleen Monoseptella rosae.